# Konzervacija namještaja
Konzervacija namještaja  označava djelatnost koja se bavi očuvanjem povijesnog namještaja,i uključuje kako postupke koji se bave prevencijom propadanja predmeta tako i postupke koji uključuju rad na samim predmetima.Ona predstavlja jednu od djelatnosti konzervacije-restauracije umjetnički oblikovanih predmeta,te je posvećena prije svega očuvanju umjetnički oblikovanog,ali i etnografskog te industrijski proizvedenog namještaja.Od izrazitog značaja za proces konzervacije namještaja je i temeljito, minimalno barem teoretsko, a poželjno i praktično poznavanje uzroka i značajki propadanja spomenutog, te najvažnijih tehnika izrade i urešavanja namještaja.Neophodno je i barem elementarno poznavanje povijesnog razvoja namještaja. Veliku važnost ima i poznavanje suvremene konzervatorske prakse i teorije, ali i etike, te poznavanje znanstveno zasnovanih metoda istraživanja.

## Kratka povijest namještaja

### Neolit
Jedinstveni su komadi kamenog namještaja iz Skara Brae,neolitskog sela u Orkney-u.Nalazište se datira u razdoblje oko 3 100 - 2 500 prije Krista,a ljudi su ovdje zbog nestašice drveta bili prisiljeni raditi namještaj od kamena.Police,škrinje,kreveti i stolice sve je ovdje izrađeno od kamena.Ovo je nalazište čuveno i po izrezbarenim kamenim loptama.

### Klasična antika
Stari je namještaj nađen u frigijskim tumulima iz 8. stoljeća prije Krista,u Gordionu,današnja Turska.Pronađeni su stolovi,kao i stalci za posluživanje urešeni umetcima.Također postoje i nalazi iz asirske palače u nimrudu,iz 9 do 8 stolejeća prije Krista.Najraniji sačuvani primjer tepiha tkz.Pazyryk tepih nađen je u Sibiru,te ga se datira između 6. i 3. stoljeća prije Krista.Komadi namještaja iz drevnog Egipta uključuju krevete datirane u 3. milenij prije 
Krista,zatim imamo pozlaćeni krevet iz grobnice kraljice Hetepheres,te brojne primjerjeke iz Tebe,nastale između 1550 i 1200 prije Krista.Starogrčki su nalazi pak većinom   slike na keramici,dok sačuvane primjere rimskog namještaja imamo u Herkulanumu i Pompejima,iz 79.godine,iskopani između 1738 i 1748.

### Rana Europa
U srednjem vijeku namještaj je obično masivan i težak,najčešće od hrastovine,te je urešen rezbarijama.U vrijeme renesanse,u 14. i 15. stoljeću, u Italiji dolazi do obnove zanimanja za grčko rimsku tradiciju.Intenzivan razvoj oblikovanja,ali i kulture općenito javlja se potom i u sjevernoj Europi,početkom 15. stoljeća.U 17. stoljeću i na jugu i na sjeveru namještaj je često pozlaćen, te urešen obiljem vegetabilnih motiva,te motiva baziranih na svitku.
U 18. stoljeću oblikovanje namještaja počinje se brže i intenzivnije razvijati.Iako su nastali i neki izričito nacionalni stilovi,poput engleskog Paladijanizma,ili stila Luja petnaestog u Francuskoj,drugi su se pravci poput rokokoa i neoklasicizma raširili cijelom tadanjom Europom.

### 19.stoljeće
Najvažniji stilovi namještaja ovog razdoblja su Biedermeier,neogotika ,historicizam te na samom kraju stoljeća secesija.

### 20.stoljeće
Sam početak ovog stoljeća obilježava prije spomenuta secesija, te nakon nje Art Deco i paralelno s njime počeci pravog industrijski proizvođenog dizajnerskog namještaja,uz nepobitnu ključnu ulogu njemačkog Buhausa. Razdoblje nakon Drugog svjetskog rata uglavnom je obilježeno radovima arhitekata pod utjecajem Internacionalnog stila.

## Osnovni materijali
- drvo
- metal
- staklo
- koža
- tekstil
- biljna vlakna(liko,komušina,špaga itd)
- plastika

## Osnovne tehnike ukrašavanja
- oblaganje furnirom
- lakovi i politure
- toniranje pomoću obojenih otopina
- pozlata
- boulle
- intarzija
- oslikavanje

## Osnovni postupci konzervacije namještaja
Prema Smithsonian Museum Conservation Institute osnovni su ciljevi konzervacije namještaja:
1. Minimalizacija propadanja;
2. Konsolidacija objekta u trenutačnom stanju;
3. Popravci i nadomještanje nedostajućih dijelova.

Preventivna je konzervacija oblik konzervacije jednak primjerenoj i promišljenoj brizi o namještaju. Američki institut za konzervaciju povijesnih i umjetničkih predmeta deklarativno navodi da uklanjanje starih izvornih prevlaka te njihovo obnavljaje više ne mogu biti smatrani za standardnu i prihvatljivu praksu.Izvorne prevlake bitne su za   povijesni namještaj,isti daju važne podatke istraživačima, ako ih jednom uklonimo više ih ne možemo obnoviti u njihovoj izvornosti.Obnova   prevlake može biti prihvatljiva samo ako su svi drugi pokušaji konzervacije predmeta   propali ili bili neuspješni.

### Dokumentiranja zatečenog stanja
Stanje predmeta prije ,tijekom i nakon zahvata mora biti primjereno dokumentirano.Sastavni dio dokumentacije mora biti i detaljno navodenje svih postupaka i materijala korištenih pri zahvatu.Dokumentirati moramo i sva eventualna znanstvena ispitivanja provedena na predmetu,a u dokumentaciju mora biti uključena i preporuka za daljnje čuvanje predmeta.

### Promišljanje o potrebi,opsegu i posljedicama zahvata
Poželjno je da u ovom promišljanju sudjeluje što veći broj stručnjaka,kao minimium možemo uzeti povjesničara umijetnosti,stručnjaka za propadanje drveta,te konzervatora restauratora.

### Štetnicima zaraženi predmeti,te postupanje s istima
Ove predmete odmah po uočavanju problema moramo izolirati od ostatka zbirke.Najjednostavniji i efikasan način uništenja štetnika je ozračivanje predmeta   gama zracima.Može se koristiti i fumigacija,uz napomenu da ovaj posao prepuštamo isključivo ovlaštenim tvrtkama.Manji se dijelovi mogu tretirati Drvocidom ili nekim sličnim preparatom.

### Čišćenje

#### Pomoću otapala
- polarna otapala - voda - aceton - alkohol
- nepolarna otapala - terpentin - benzin - white spirit - toluol

#### Čišćenje vodom
Voda kao izrazito polarno otapalo može biti korištena i pri čišćenju lakiranih ili politiranih površina.Uvijek koristiti minimalno natopljene tampone.

#### Korištenje želiranih otopina
- Carbopol gel - na bazi polarnih otapala[2]

2 gr Carbopol 980 
20 ml Ethomeen C 25
100 ml polarnog otapala (aceton,etanol,propanol)
15 ml destilirana voda
- Carbopol gel na bazi nepolarnih otapala[2]

2 gr Carbopol 980 
20 ml Ethomeen C 12
100 ml nepolarnog otapala(white spirit,toluol,ksilen)
1-2 ml vode

### Obrada oštećenih predmeta
- Strukturalna oštećenja
- POvršinska oštećenja
- Nedostajući dijelovi i njihova obnova

## Pohrana predmeta
Kod pohrane predmeta najbolje je da se isti čuvaju u dobro prozračenim,od vanjskog svijetla zaštićenim i suhim prostorima.Preporučena vrijednost relativne vlažnosti zraka 40-60 %,temperatura oko najviše 20 C.Kako se često radi o teškim predmetima kod premještanja istih paziti na dobru organizaciju i odgovarajući broj ljudi koji će predmet nositi.Kontinuirano kontrolirati stanje predmeta kao i eventualnu prisutnost štetnika.

## Izlaganje
Paziti na iste faktore kao i kod pohrane.

## Školovanje konzervatora restauratora namještaja u Hrvatskoj
U Hrvatskoj se trenutačno školovanje za konzervatora restauratora namještaja provodi samo na odjelu za konzervaciju i restauraciju Sveučilišta u Dubrovniku.Nastava se provodi u suradnji s talijanskim stručnjacima iz firentinskog instituta za umjetnost i restauraciju Palazzo Spinelli,uz obavezan boravak u Firenci.

## Zakonska regulativa i zaštita prava konzervatora restauratora
Ako izuzmemo opće zakonske akte rad konzervatorsko-restauratorske službe ,pa i restauratora namještaja u Hrvatskoj danas prije svega određuju sljedeći propisi:
Za restauratore i restauratore tehničare koji rade u Hrvatskom restauratorskom zavodu,Hrvatskom državnom arhivu,Nacionalnoj i sveučilišnoj knjižnici,te samostalno,odnosno za restauratore i preparatore koji rade u muzejima:
- Pravinik o stručnim zvanjima za obavljanje poslova na zaštiti i očuvnaju kulturnih dobara te uvjetima i načinu njihova stjecanja (NN 104/19)

- Pravilnik o uvjetima za dobivanje dopuštenja za obavljanje poslova na zaštiti i očuvanju kulturnih dobara (NN 98/18)

## Slobodni software primijenjiv u konzervaciji namještaja
- The Modular Cleaning Program,[3]autor Chris Stavroudis,po metodi Richarda Wolbersa
- besplatni američki program za vodenje restauratorske dokumentacije[4]
- besplatni operativni sustavi: sve Linux distribucije (npr. Debian, Ubuntu, Fedora ,Puppy Linux...)
- besplatne alternative Microsoft Word(R)-u: OpenOffice Suite ,LibreOffice, AbiWord
- uređivanje fotografija:GIMP, VIPS,[5] ImageJ
- slobodni preglednici slika:GQview,Xnview,IrfanView
- stolno izdavaštvo, izrada plakatnih prezentacija: Scribus

## Vanjske poveznice
Konzervacija namještaja u svijetu
- The British Antique Furniture Restorers' Association
- Care and Conservation of Furniture  Arhivirana inačica izvorne stranice od 13. kolovoza 2012. (Wayback Machine)
- Care and Cleaning of Unfinished Wood  Arhivirana inačica izvorne stranice od 21. lipnja 2013. (Wayback Machine)
- Care of Furniture Finishes  Arhivirana inačica izvorne stranice od 10. studenoga 2012. (Wayback Machine)
- AIC Wooden Artifacts Speciality Group - Postprints Archive  Arhivirana inačica izvorne stranice od 11. kolovoza 2011. (Wayback Machine)
- Die Restaurierung einer Wappentruhe des frühen 17. Jahrhunderts  Arhivirana inačica izvorne stranice od 12. kolovoza 2014. (Wayback Machine)
- Реставрация мебели и деревянных изделий  Arhivirana inačica izvorne stranice od 2. studenoga 2011. (Wayback Machine)
- Literatur zur Möbelrestaurierung
- Traditions and Trends in Furniture Conservation
- Observations on the Development of Wood Screws in North America
- Nails and Wood Screws
- Glerum,S.A. Afwerklagen op meubelen 1800 - 1900 : Reconstructies van negentiende-eeuwse afwerklagen op basis van onderzoek naar contemporaine bronnen[neaktivna poveznica]

Konzervacija namještaja u Hrvatskoj
- Barokna komoda iz Sorkočevićeva ljetnikovca  Arhivirana inačica izvorne stranice od 26. rujna 2020. (Wayback Machine)

## Video prikazi konzervacije namještaja
- A Conservation Story: A Commode Made for Marie-Antoinette by Jean-Henri Riesener
- Panels in Furniture: Observations & Conservation Issues

Sestrinski projekti
|  | Zajednički poslužitelj ima još gradiva o temi Konzervacija namještaja |